# Функциональный объект
Функциональный объект (англ. function object), также функтор, функционал и функционоид — распространённая в программировании конструкция, позволяющая использовать объект как функцию. Часто используется как callback, делегат.
Функтором представления называется функтор (англ. functor), описывающий отображение между математическим понятием (множество, функция) и его реализацией на языке программирования (соответственно, множество, функция).

## C++
В C++ функциональный объект создаётся с помощью класса, у которого перегружен operator():
```
class
 
compare_class
 
{

  
public
:

  
bool
 
operator
()(
int
 
A
,
 
int
 
B
)
 
const
 
{

    
return
 
(
A
 
<
 
B
);

  
}

};

// объявление функции сортировки

template
 
<
class
 
ComparisonFunctor
>
 

void
 
sort_ints
(
int
*
 
begin_items
,
 
int
 
num_items
,
 
ComparisonFunctor
 
c
);

int
 
main
()
 
{

    
int
 
items
[]
 
=
 
{
4
,
 
3
,
 
1
,
 
2
};

    
compare_class
 
functor
;

    
sort_ints
(
items
,
 
sizeof
(
items
)
/
sizeof
(
int
),
 
functor
);

}

```

Кроме того, в качестве функционального объекта можно использовать указатель на функцию.

## JavaScript
В JavaScript функция является объектом:
```
const
 
acc
 
=
 
function
 
(
add
)
 
{
 
acc
.
value
 
+=
 
add
;
 
};

acc
.
value
 
=
 
0
;

acc
(
2
);

console
.
log
(
acc
.
value
);
 
// 2

acc
(
6
);

console
.
log
(
acc
.
value
);
 
// 8

```

## C# и VB.NET
В С# и VB.NET для программирования функторов используются делегаты.

## Java
Поскольку в Java функции не являются объектами первого класса, функтор представляет собой объект, реализующий интерфейс, часто в виде безымянного вложенного класса:
```
List
<
String
>
 
list
 
=
 
Arrays
.
asList
(
"10"
,
 
"1"
,
 
"20"
,
 
"11"
,
 
"21"
,
 
"12"
);

		

Collections
.
sort
(
list
,
 
new
 
Comparator
<
String
>
()
 
{

    
public
 
int
 
compare
(
String
 
o1
,
 
String
 
o2
)
 
{

        
return
 
Integer
.
valueOf
(
o1
).
compareTo
(
Integer
.
valueOf
(
o2
));

    
}

});

```

или лямбда-выражения:
```
List
<
String
>
 
list
 
=
 
Arrays
.
asList
(
 
"10"
,
 
"1"
,
 
"20"
,
 
"11"
,
 
"21"
,
 
"12"
 
);

Collections
.
sort
(
 
list
,
 
(
String
 
o1
,
 
String
 
o2
)
 
->

		
Integer
.
valueOf
(
 
o1
 
).
compareTo
(
 
Integer
.
valueOf
(
 
o2
 
)
 
)
 
);

```

## Haskell
В Haskell функтором называется класс типов, который декларирует единственный метод «fmap». Интуитивно, «fmap» применяет функцию a -> b к значению типа f a, чтобы получить значение типа f b. С другой стороны, можно рассматривать «fmap» как функцию высшего порядка, преобразующую «простую» функцию a -> b в «составную» функцию f a -> f b. Важно отметить, что структура значения типа f после применения «fmap» должна оставаться неизменной.
```
class
 
Functor
 
f
 
where

    
fmap
 
::
 
(
a
 
->
 
b
)
 
->
 
f
 
a
 
->
 
f
 
b

```

Тривиальные примеры использования:
```
plusOne
 
=
 
(
+
1
)

numberList
 
=
 
[
1
,
 
2
,
 
3
,
 
4
,
 
5
]

newNumberList
 
=
 
fmap
 
plusOne
 
numberList

-- newNumberList == [2, 3, 4, 5, 6]

square
 
::
 
Int
 
->
 
Int

square
 
=
 
(
^
2
)

-- | 'Set' data type requires "Data.Set" library.

squareAllSetElements
 
::
 
Set
 
Int
 
->
 
Set
 
Int

squareAllSetElements
 
=
 
fmap
 
square

```

Функтор может быть определён практически для любого параметрически полиморфного типа.

## PHP
В PHP существует магический метод __invoke , который вызывается, когда скрипт пытается выполнить объект как функцию:
```
class
 
Functor

{

    
public
 
function
 
__invoke
(
int
 
$a
,
 
int
 
$b
)
:
 
bool

    
{

        
return
 
$a
 
<
 
$b
;

    
}

}

$arr
 
=
 
[
1
,
 
5
,
 
2
,
 
8
,
 
9
,
 
0
,
 
3
];

usort
(
$arr
,
 
new
 
Functor
());

```

## ML
В диалектах ML (Standard ML, Alice, OCaml) функтор представляет собой функцию над модулями, то есть отображение модулей в модули.